# Jano Rübo
Jano Jasper Rübo (* 11. Dezember 2002 in Bonn) ist ein deutscher Judoka, der in der Gewichtsklasse bis 73 Kilogramm antritt.

## Sportliche Karriere
Jano Rübo begann bereits mit sechs Jahren beim SSF Bonn mit dem Judo. Schon in jungen Jahren wurde er mehrfach Bonner Stadtmeister. Er besuchte die Sportklasse des Tannenbusch-Gymnasiums Bonn, einer Eliteschule des Sports. Im Zuge seiner sportlichen Erfolge in den unteren Altersklassen, unter anderem dem Sieg bei den U15 westdeutschen Meisterschaften 2016, zog er mit 15 Jahren in das Sportinternat des 1. FC Köln, um regelmäßiger im nebenan gelegenen Olympiastützpunkt Rheinland trainieren zu können. Bei den Deutschen Einzelmeisterschaften U18 im Judo 2018 und 2019 konnte Rübo jeweils die Goldmedaille gewinnen. Erste internationale Erfolge feierte er bei den Junioren mit einem fünften Platz bei den U21-Europameisterschaften 2021 in Luxemburg sowie mit Bronze-Medaillen mit der Mannschaft bei den U21 Weltmeisterschaften 2021 in Olbia, Sardinien und 2022 in Guayaquil, Ecuador. Seine Karriere bei den Junioren schloss er als viertplatzierter der Weltrangliste ab.
In seinem ersten Jahr bei den Herren wurde Rübo Zweiter bei den Deutschen Einzelmeisterschaften und gewann den Senior European Cup 2023 in Dubrovnik, bei dem er sich auch im Folgejahr die Goldmedaille sichern konnte. Bei seinem zweiten Einsatz bei einem Grand Slam der IJF World Tour erreichte er in Abu Dhabi den 7. Platz. Außerdem nahm er für Deutschland bei den Europaspielen 2023 in Krakau, Polen teil, wo er mit der Mannschaft eine Silbermedaille gewann. Bei den World Combat Games in Riad, Saudi-Arabien belegte er mit der Mannschaft den fünften Platz. In Potsdam erreichte Rübo bei den U23-Europameisterschaften in der Gewichtsklasse bis 73 kg den fünften Platz und wurde mit der Mannschaft U23-Europameister. Bei den Europameisterschaften 2024 in Zagreb, Kroatien gewann Rübo mit dem deutschen Team eine Bronze-Medaille und belegte bei den Weltmeisterschaften 2024 in Abu Dhabi, Vereinigte Arabische Emirate im Mixed-Team den fünften Platz.
Jano Rübo bestritt seine erste Saison in der Deutschen Judo-Bundesliga 2022 mit der SUA Witten und erreichte mit dem Verein in der Finalrunde den dritten Platz. Für die Saison 2023 wechselte er zum KSV Esslingen, mit dem er im Finale den Rekordmeister TSV Abensberg besiegen und damit bei der neunten Finalteilnahme die erste Meisterschaft des KSV Esslingen sichern konnte. In der Bundesligasaison 2024 kämpft Jano Rübo für das Hamburger Judo-Team e.V.
Seit 2019 ist Rübo Teil der Deutschen Judonationalmannschaft und seit 2022 Teil des Perspektivkaders des DJB.

## Privatleben
Jano Rübo ist Sportsoldat in der Sportfördergruppe der Bundeswehr in Köln, wo er auch lebt und trainiert. Neben seiner Judo-Karriere absolviert er ein Studium der Psychologie an der SRH Fernhochschule.